# Chauncey Billups
Chauncey Ray Billups (Denver, Colorado, 25 de septiembre de 1976) es un exjugador y entrenador de baloncesto estadounidense que disputó 16 temporadas en la NBA y que actualmente es el entrenador de Portland Trail Blazers. Con 1,91 de altura jugaba en la posición de base.
Su mejor etapa como profesional la vivió en Detroit Pistons, donde jugó durante seis temporadas (2002-2008) y logró un anillo de campeón en 2004. Además, se convirtió en el MVP de las Finales frente a Los Angeles Lakers. Billups ha sido All-Star en cuatro ocasiones (2006-2009). También ha formado parte del segundo quinteto de la NBA en 2006 y del tercer quinteto de la NBA en 2007. Billups es uno de los cinco jugadores de la Universidad de Colorado que tiene su dorsal, el 4 en su caso, retirado.

## Trayectoria deportiva

### High School
Cuando Billups se matriculó en George Washington High School, en 1991, ya era popular en la zona de Denver. En menos de un año, él se convirtió en el deportista de Colorado más reconocido. Billups fue designado con el galardón de Mr. Basketball en Colorado tras su temporada sophomore. También ganó el premio en su años júnior y sénior. En la temporada 1993/94, lideró a los Patriots al título estatal Class 5A, superando a Horizon High School con una gran actuación en la final.
Billups se había convertido en una de las grandes promesas del país y la NCAA lo esperaba con los brazos abiertos. Roy Williams, entrenador de la Universidad de Kansas, nombró a Billups como el jugador de instituto con más talento que había ojeado desde que reclutara a Michael Jordan para North Carolina.
A la hora de decidir que camino tomar, Billups recibió consejo sobre que escoger. Algunos le recomendaron saltarse la Universidad y pasar directamente a la NBA, otros le recomendaron pasar de las grandes universidades. El año para Billups había sido difícil debido al fallecimiento de un abuelo y una abuela. Por lo que Chauncey pensó que no era el momento de dejar a su familia y optó por jugar en la Universidad de Colorado, donde estaría cerca de los suyos.

### Universidad
La única cosa que los Buffaloes no podían ofrecer a Chauncey era un equipo con tradición baloncestística. Colorado llevaba sin aparecer en un torneo de la NCAA desde finales de la década de los 60. En su primera temporada en Colorado, la 1995-96, Billups promedió 17.9 puntos, 6.3 rebotes, 5.5 asistencias y 1.6 robos. Pero los Buffaloes acabaron con un balance de 9-18, por lo que no alcanzaron el torneo de la NCAA. Harrington dimitió a final de temporada tras verse envuelto en varios problemas con los jugadores, y su plaza fue reemplazada por su asistente Ricardo Patton.
En la temporada 1996/97, Colorado, de la mano de Chauncey, alcanzó el torneo NCAA 28 años después. North Carolina eliminó a los Buffaloes en segunda ronda. El equipo había añadido a sus filas a Martice Moore, Rookie del año en la ACC en 1993 y uno de los mejores jugadores del equipo, Mack Tuck, se marchó a Central Oklahoma de la División II de la NCAA. Billups se consagró como el líder del equipo con 19.1 puntos, 4.9 rebotes, 4.8 asistencias y 2.1 robos.
En enero firmó uno de sus mejores momentos como universitario. El 28 de enero acabó con Missouri tras anotar 28 puntos. Cuatro noches después lo hizo con Texas Tech, poniendo fin, con una canasta bajo la bocina, a la racha de 35 victorias consecutivas en casa de los Red Raiders. Colorado terminó la campaña con un balance de 22 victorias, récord de la universidad, y Billups consiguió que Colorado se convirtiera en un destino relativamente atractivo para jugar.
Fue incluido en el Primer quinteto de la Big 12 y en el Segundo quinteto All-America.
Billups decidió dar el salto a la NBA en vistas de que había pocos bases que podrían hacerle competencia con el fin de conseguir un contrato multianual.

### NBA

#### Boston Celtics
Billups llegaba al Draft de 1997 como uno de los mejores bases del draft. Fue elegido por Boston Celtics en el puesto número 3, detrás de Tim Duncan y Keith Van Horn.
Chauncey llegaba a unos Celtics en plena reconstrucción lo cual le podría favorecer para conseguir minutos. Además, en los banquillos estaba Rick Pitino, un entrenador con un sistema en el que Billups podría encajar. Y así fue, Billups gozó de minutos en Boston. En su debut anotó 15 puntos en la victoria ante Chicago Bulls. Sin embargo, en una decisión sorprendente, el 18 de febrero de 1998 la franquicia decidió traspasarlo junto con Dee Brown, Roy Rogers y John Thomas, a Toronto Raptors, a cambio de Kenny Anderson, Žan Tabak y Popeye Jones. Chauncey firmó 11.1 puntos, 2.2 rebotes y 4.3 asistencias en los 51 partidos que jugó con los Celtics.

#### Toronto Raptors
Billups llegó a un equipo recién fundado que por entonces marchaba 11-40, participando en cancha con el dúo alero/escolta Vince Carter y Tracy McGrady. Toronto desde entonces solo venció cinco partidos más para acabar con un balance de 16-66.
En el periodo que estuvo allí, Chauncey promedió números similares a los que firmó en Boston, 11.3 puntos, 2.7 rebotes y 3.3 asistencias.
El 21 de enero de 1999, antes de que comenzara la temporada del lockout, la 1998/99, Billups fue enviado en un trade a tres bandas a Denver Nuggets.

#### Denver Nuggets
Chauncey regresaba a su casa, motivo para recuperar la sonrisa en su segunda temporada en la NBA. Chauncey conformó junto a Nick Van Exel un buen juego exterior, pero a los Nuggets les quedaba camino para convertirse en un equipo a tener en cuenta. En Denver, Chauncey mejoró sus prestaciones, 13.9 puntos (con un 91.3% en tiros libres), 2.1 rebotes y 3.8 asistencias.
En diciembre de 1999, Billups sufrió una dislocación de hombro que le apartó del resto de temporada 1999/00. Después de la operación, Chauncey recibió la noticia de que había sido traspasado a Orlando Magic junto con Ron Mercer y Johnny Taylor a cambio de Tariq Abdul-Wahad, Chris Gatling y una 1.ª ronda. Con Orlando, lo más que hizo Billups fue recuperarse de su lesión, ya que no llegó a debutar.

#### Minnesota Timberwolves
El 8 de agosto de 2000 firmó con Minnesota Timberwolves como agente libre. Chauncey llegó a un equipo que en la anterior temporada obtuvo 50 victorias pero que llegaba tocado a esta temporada 2000/01 debido a la muerte de Malik Sealy. Billups comenzó la temporada como titular en el backcourt junto a Terrell Brandon. Sin embargo, mediada la temporada, Flip Saunders decidió que Billups ofrecía una alternativa mejor al equipo saliendo desde el banquillo.
Después de promediar dobles dígitos durante los primeros dos meses de temporada, Billups cayó a los 9.3 puntos, 2.1 rebotes y 3.4 asistencias de media. Pero con Minnesota jugando bien, él aceptó su rol. Los Wolves acabaron con un balance de 47-35, incluyendo un récord de 30 victorias en el Target Center. Pero en playoffs cayeron en 1.ª ronda frente a San Antonio Spurs.
Para la temporada 2001/02 el general mánager Kevin McHale completó la plantilla con los veteranos Joe Smith y Gary Trent, y el rookie Loren Woods. Los Wolves tuvieron un gran inicio con 30 victorias en los primeros 40 encuentros. Frente a Memphis Grizzlies firmó su primer triple-doble con 26 puntos, 11 rebotes y 10 asistencias. El equipo volvió a alcanzar las 50 victorias, pero en playoffs volvieron a naufragar sin explicación. 3-0 sin opción ante Dallas Mavericks. Billups mejoró considerablemente sus números, 12.5 puntos, 2.8 rebotes y 5.5 asistencias.
Una de las medidas que McHale tomó fue la de cortar a Billups, pese a que sus números en aquella serie fueron de 22 puntos, 5 rebotes y 5.7 asistencias.

#### Detroit Pistons

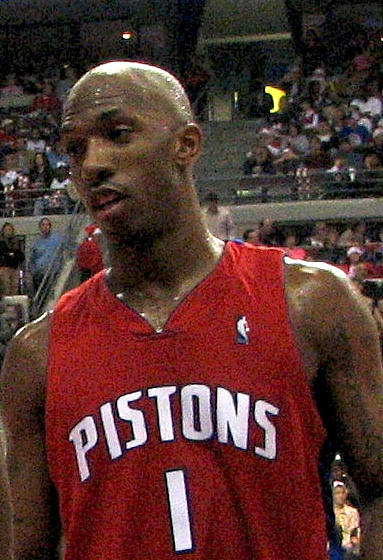
Billups con Detroit Pistons en 2005.

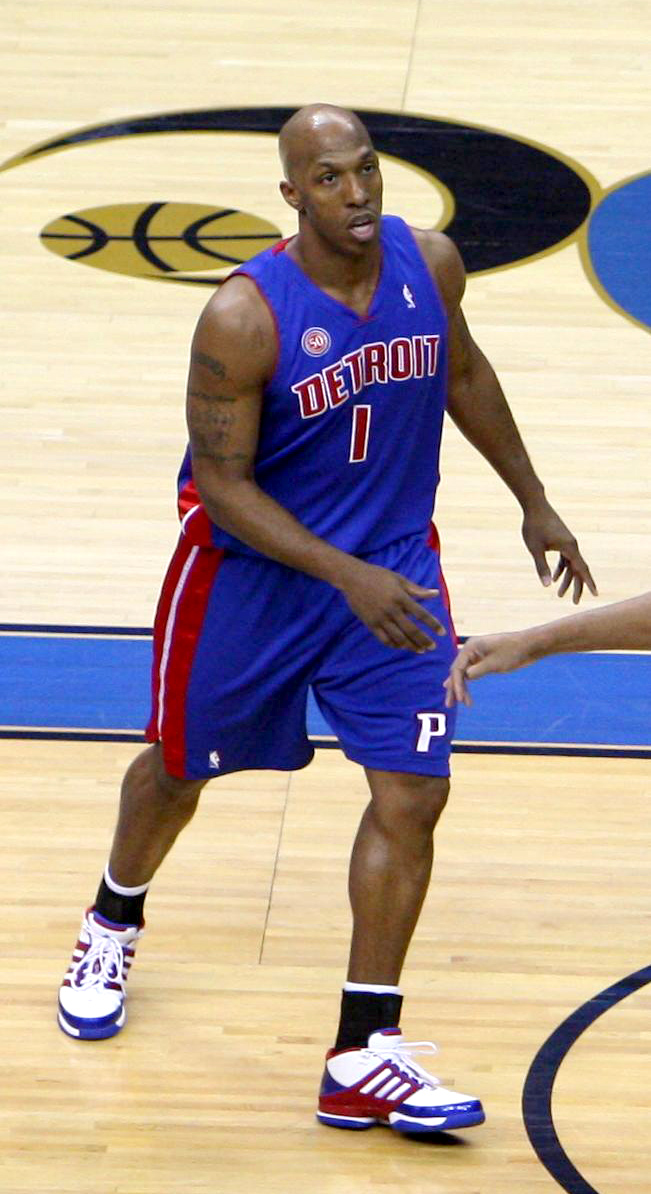
Billups, con Detroit Pistons en 2008.

El 17 de julio de 2002 Billups firmó con Detroit Pistons como agente libre. En Detroit, Chauncey encontró lo que no tuvo en ninguno de sus anteriores equipos, regularidad. Joe Dumars, el general mánager de la franquicia, sabía que Billups era lo que necesitaban, un base anotador y aplicado en defensa. Encajaba perfectamente con el sistema de Rick Carlisle. Los Pistons venían de ganar 50 partidos en liga regular y de alcanzar las Semifinales de Conferencia la temporada pasada, de manera que las expectativas, ahora con Billups, eran aún más altas.
En la temporada 2002/03, Billups, Richard Hamilton y Ben Wallace, condujeron al equipo a las Finales de Conferencia. Allí cayeron con contundencia ante New Jersey Nets, 4-0. Billups no llegó a plenitud de condiciones tras perderse tres encuentros de Semifinales de Conferencia ante Philadelphia 76ers. En 1.ª ronda, superaron un 1-3 adverso para sobreponerse por 4-3 a Orlando Magic. En el 6.º partido, Billups firmó 40 puntos. Los Pistons se convirtieron en el séptimo equipo en remontar un 3-1. Chauncey experimentó un gran crecimiento en la liga. En febrero fue nombrado Jugador de la Semana tras promediar más de 22 puntos y un 44% en triples. Billups acabó la temporada con promedios de 16.2 puntos, 3.7 rebotes y 3.9 asistencias. En seis ocasiones, Billups anotó la canasta del triunfo para Detroit.
Con motivo de ese 4-0 ante los Nets, Dumars se cargó a Carlisle en favor de Larry Brown. El veterano entrenador dotó de mayor personalidad y de un estilo marcado a los Pistons, que durante su estancia se convirtieron en la versión moderna de los "Bad Boys" de finales de los 80'. Del mismo modo, Brown sacó el mayor partido de Chauncey. Detroit acabó la temporada con un balance de 54-28, y la llegada de Rasheed Wallace con la temporada avanzada, dejó a los Pistons como uno de los candidatos a disputar la final. Sin embargo, nadie podía pensar en disputarle el anillo a unos Lakers que a Kobe Bryant y Shaquille O'Neal habían sumado a Karl Malone y Gary Payton.
Partido tras partido, Chauncey se convirtió en el líder indiscutible del equipo merced a su inteligencia en la pista. En febrero, frente a Minnesota, logró el segundo triple-doble de su carrera, tras firmar 20 puntos, 10 rebotes y 11 asistencias. Acabó la temporada con promedios de 16.9 puntos, 3.5 rebotes y 5.7 asistencias.
Antes de llegar a la Final de la NBA, dejaron en la cuneta a Milwaukee Bucks (4-1), New Jersey Nets (4-2) e Indiana Pacers (4-2). En el quinto partido de las Semifinales de Conferencia frente a los Nets, Chauncey anotó una canasta sobre la bocina desde el medio campo para enviar el partido a la primera de las tres prórrogas que tuvo.
El equipo alcanzó las Finales de la NBA frente a Los Angeles Lakers. Contra todo pronóstico, superaron a los Lakers con gran facilidad por 4-1. Chauncey se alzó con el MVP de las Finales tras promediar 21 puntos, 3.2 rebotes, 5.2 asistencias y 1.2 robos.
Además, Billups se convirtió en el mejor anotador de tres de la historia de la franquicia en playoffs.
Billups participó en el Concurso de Triples del All-Star de la NBA, donde finalizó sexto.
Un año después, en la temporada 2004-05, los Pistons repitieron en la final. Esta vez se enfrentaron a San Antonio Spurs y no pudieron revalidar el anillo tras caer en siete partidos. En aquella final sus números fueron de 20.4 puntos, 5 rebotes y 6.3 asistencias. En temporada regular promedió 16.5 puntos, 3.4 rebotes y 5.8 asistencias. Fue incluido en el 2.º quinteto defensivo de la NBA.
En la temporada 2005-06 Billups hizo su primera aparición en un All-Star. Fue en Houston y Chauncey firmó 15 puntos, 4 rebotes y 7 asistencias. Además, se convirtió junto a Joe Dumars en el único jugador en ser elegido MVP de las Finales antes de ser All-Star.
Flip Saunders sustituyó en el banquillo a Larry Brown y el equipo obtuvo un balance de 64-18. Billups promedió 18.5 puntos, 3.1 rebotes y 8.6 asistencias, finalizando quinto en la votación para el MVP. Fue elegido en el 2.º quinteto de la NBA y en el 2.º quinteto defensivo de la NBA. En enero de 2006 fue elegido Jugador del Mes.
En playoffs cayeron en la Final de Conferencia frente a Miami Heat por 4-2.
Durante la temporada 2006-07 Billups promedió 17 puntos, 3.4 rebotes, 7.2 asistencias y 1.2 robos. Volvió a ser elegido para disputar el All-Star Game 2007. Firmó 8 puntos, 4 rebotes y 6 asistencias. Junto con Richard Hamilton se convirtió en el primer dúo de base-escolta que lideraban en anotación a su equipo durante cinco campañas consecutivas. Fue elegido en el tercer quinteto de la NBA y en febrero de 2007 fue elegido Jugador del Mes.
En playoffs se volvieron a topar con las Finales de Conferencia, aunque esta vez el verdugo fueron Cleveland Cavaliers, que derrotaron a Detroit por 4-2.
En verano participó con la Selección de baloncesto de Estados Unidos en el Torneo de las Américas 2007 en Las Vegas, donde se proclamaron campeones sin perder ningún encuentro.
En la temporada 2007-08 cayeron por tercer año consecutivo en las Finales de Conferencia y de nuevo con idéntico resultado, 4-2, ante Boston Celtics. La fórmula de Detroit había dado su máximo rendimiento y parecía agotada. Billups promedió 17 puntos, 2.7 rebotes, 6.8 asistencias y 1.29 robos. Disputó el All-Star por tercer año consecutivo.
El 13 de noviembre de 2007 alcanzó los 10 000 puntos ante Portland Trail Blazers. Durante su etapa en los Pistons acabó como el 2.º en triples anotados tras Joe Dumars y el 4.º en asistencias tras Isiah Thomas, Dumars y Dave Bing. Es uno de los dos jugadores de la historia de la NBA (junto a Reggie Miller) en anotar 1000 triples en temporada regular y 200 en playoffs.

#### Regreso a Denver Nuggets

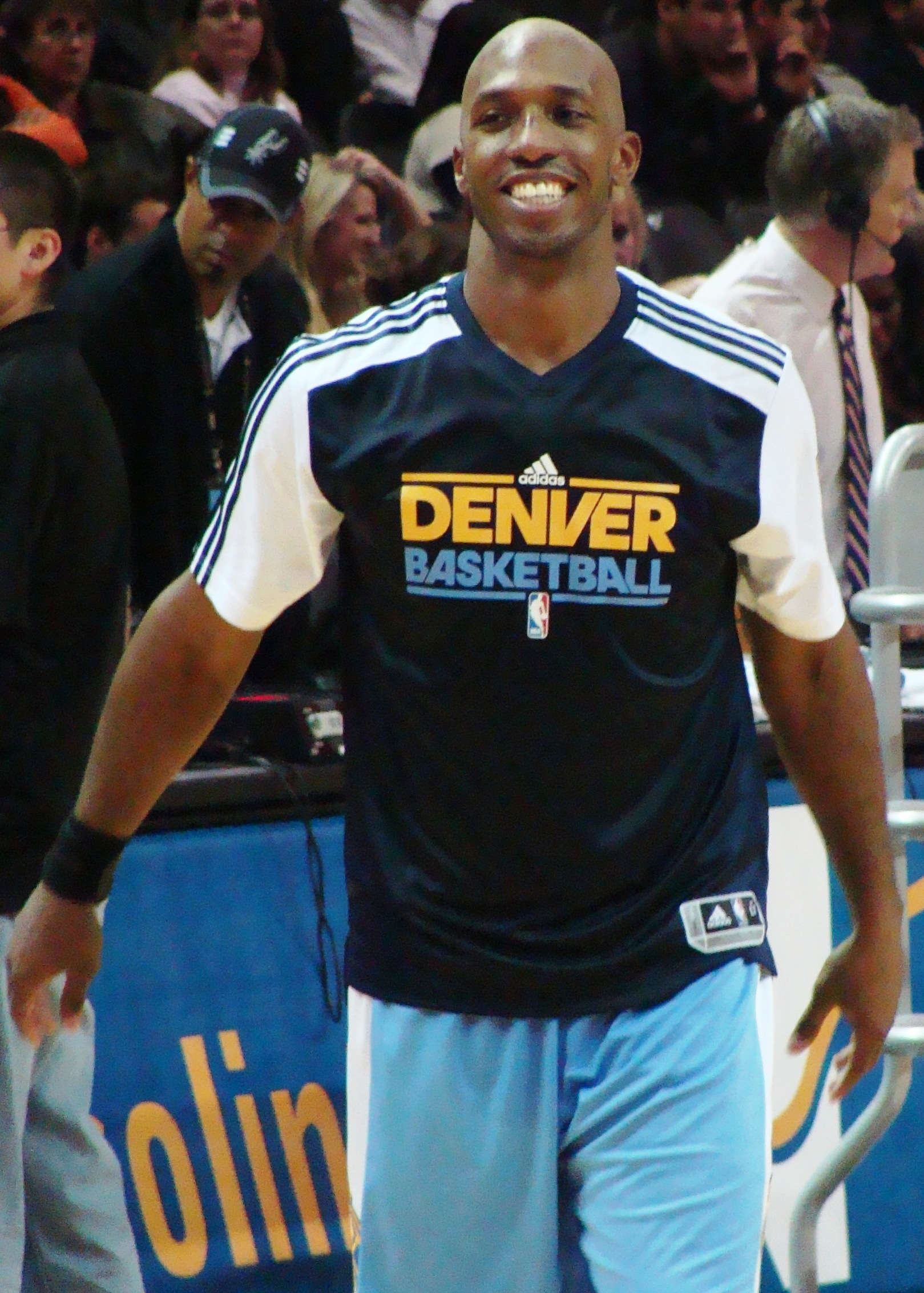
Con los Nuggets, en su regreso, en 2009.

El 3 de noviembre de 2008 fue traspasado a Denver Nuggets junto con Antonio McDyess y Cheikh Samb a cambio de Allen Iverson. En su retorno a Denver, Billups volvió a mostrar el nivel de sus mejores años en Detroit y firmó una de sus campañas más prolíficas en anotación. La buena marcha que imprimió a los Nuggets le valió para estar presente en su cuarto All-Star. Después del All-Star, el 22 de febrero de 2011, entra en una operación de traspasos, marchándose junto con Carmelo Anthony a los New York Knicks.

#### New York Knicks y L.A. Clippers
Tras finalizar la temporada 2010-11 y después de 21 encuentros, el 12 de diciembre de 2011 los New York Knicks ejercen la cláusula de amnistía sobre Chauncey Billups. Al día siguiente es retenido por Los Angeles Clippers pese a que él mismo estaba valorando una posible retirada. Pero dos días más tarde, los Clippers se hicieron con Chris Paul y Billups decidió participar en el proyecto.
Tras disputar únicamente 20 encuentros por lesión, el 13 de julio de 2012, renueva por una temporada más con los Clippers. Al término de la misma, el 10 de junio de 2013, Billups recibe el premio al Compañero del Año de la NBA.

#### Regreso a Detroit Pistons
El 16 de julio de 2013, Billups firma un contrato de 2 años y $5 millones con los Detroit Pistons.
Pero tras su primera temporada, el 9 de septiembre de 2014, Billups anunció su retirada de la NBA después de 17 años.

#### Retirada
Su condición física fue el motivo de la retirada de Billups, ya que en sus tres últimas temporadas no llegó a disputar más de 22 encuentros.
El 10 de febrero de 2016, los Pistons anuncian la retirada de su dorsal número 1.

### BIG 3
En verano de 2017, la creación de la liga BIG3 fue anunciada, y con ella la participación de Billups como jugador de los Killer 3's.

### Entrenador
Seis años después de su retirada, comienza una nueva etapa como entrenador. En noviembre de 2020, se une el cuerpo técnico de Los Angeles Clippers como asistente de Tyronn Lue.
El 25 de junio de 2021, firma con los Portland Trail Blazers como técnico principal.

## Estadísticas de su carrera en la NBA
|  | Campeón de la NBA |

### Temporada regular
| Año      | Equipo        | PJ   | PT  | MPP  | %TC  | %3P  | %TL  | RPP | APP | ROB | TPP | PPP  |
| -------- | ------------- | ---- | --- | ---- | ---- | ---- | ---- | --- | --- | --- | --- | ---- |
| 1997-98  | Boston        | 51   | 44  | 25.4 | .390 | .339 | .817 | 2.2 | 4.3 | 1.5 | .0  | 11.1 |
| 1997-98  | Toronto       | 29   | 26  | 31.7 | .349 | .316 | .919 | 2.7 | 3.3 | 1.0 | .1  | 11.3 |
| 1998-99  | Denver        | 45   | 41  | 33.1 | .386 | .362 | .913 | 2.1 | 3.8 | 1.3 | .3  | 13.9 |
| 1999-00  | Denver        | 13   | 5   | 23.5 | .337 | .171 | .841 | 2.6 | 3.0 | .8  | .2  | 8.6  |
| 2000-01  | Minnesota     | 77   | 33  | 23.2 | .422 | .376 | .842 | 2.1 | 3.4 | .7  | .1  | 9.3  |
| 2001-02  | Minnesota     | 82   | 54  | 28.7 | .423 | .394 | .885 | 2.8 | 5.5 | .8  | .2  | 12.5 |
| 2002-03  | Detroit       | 74   | 74  | 31.4 | .421 | .392 | .878 | 3.7 | 3.9 | .9  | .2  | 16.2 |
| 2003-04  | Detroit       | 78   | 78  | 35.4 | .394 | .388 | .878 | 3.5 | 5.7 | 1.1 | .1  | 16.9 |
| 2004-05  | Detroit       | 80   | 80  | 35.8 | .442 | .426 | .898 | 3.4 | 5.8 | 1.0 | .1  | 16.5 |
| 2005-06  | Detroit       | 81   | 81  | 36.1 | .418 | .433 | .894 | 3.1 | 8.6 | .9  | .1  | 18.5 |
| 2006-07  | Detroit       | 70   | 70  | 36.2 | .427 | .345 | .883 | 3.4 | 7.2 | 1.2 | .2  | 17.0 |
| 2007-08  | Detroit       | 78   | 78  | 32.3 | .448 | .401 | .918 | 2.7 | 6.8 | 1.3 | .2  | 17.0 |
| 2008-09  | Detroit       | 2    | 2   | 35.0 | .333 | .286 | .918 | 5.0 | 7.5 | 1.5 | .5  | 12.5 |
| 2008-09  | Denver        | 77   | 77  | 35.3 | .420 | .410 | .900 | 3.0 | 6.4 | 1.2 | .2  | 17.9 |
| 2009-10  | Denver        | 73   | 73  | 34.1 | .418 | .386 | .910 | 3.1 | 5.6 | 1.1 | .1  | 19.5 |
| 2010-11  | Denver        | 51   | 51  | 32.3 | .438 | .441 | .923 | 2.5 | 5.3 | 1.0 | .2  | 16.5 |
| 2010-11  | New York      | 21   | 21  | 31.6 | .403 | .328 | .902 | 3.1 | 5.5 | .9  | .1  | 17.5 |
| 2011-12  | L.A. Clippers | 20   | 20  | 30.3 | .364 | .384 | .895 | 2.5 | 4.0 | .5  | .2  | 15.0 |
| 2012-13  | L.A. Clippers | 22   | 22  | 19.0 | .402 | .367 | .938 | 1.5 | 2.2 | .5  | .0  | 8.4  |
| 2013-14  | Detroit       | 19   | 7   | 16.3 | .304 | .292 | .833 | 1.5 | 2.2 | .4  | .1  | 3.8  |
| Total    | Total         | 1043 | 937 | 31.6 | .415 | .387 | .894 | 2.9 | 5.4 | 1.0 | .2  | 15.2 |
| All-Star | All-Star      | 5    | 0   | 19.0 | .455 | .320 | .750 | 2.2 | 5.0 | .4  | .0  | 10.2 |

### Playoffs
| Año   | Equipo        | PJ  | PT  | MPP  | %TC  | %3P  | %TL   | RPP | APP | ROB | TPP | PPP  |
| ----- | ------------- | --- | --- | ---- | ---- | ---- | ----- | --- | --- | --- | --- | ---- |
| 2001  | Minnesota     | 3   | 0   | 8.7  | .167 | .000 | 1.000 | 1.7 | .7  | .0  | .0  | 1.0  |
| 2002  | Minnesota     | 3   | 3   | 44.7 | .451 | .400 | .700  | 5.0 | 5.7 | 1.0 | .3  | 22.0 |
| 2003  | Detroit       | 14  | 14  | 34.6 | .374 | .310 | .933  | 3.4 | 4.7 | .6  | .1  | 18.0 |
| 2004  | Detroit       | 23  | 23  | 38.3 | .385 | .346 | .890  | 3.0 | 5.9 | 1.4 | .1  | 16.4 |
| 2005  | Detroit       | 25  | 25  | 39.4 | .428 | .349 | .893  | 4.3 | 6.5 | 1.0 | .2  | 18.7 |
| 2006  | Detroit       | 18  | 18  | 39.2 | .406 | .340 | .905  | 3.4 | 6.5 | 1.2 | .1  | 17.9 |
| 2007  | Detroit       | 16  | 16  | 40.6 | .435 | .389 | .832  | 3.3 | 5.7 | 1.2 | .1  | 18.6 |
| 2008  | Detroit       | 15  | 15  | 32.0 | .401 | .375 | .832  | 2.9 | 5.5 | .8  | .1  | 16.1 |
| 2009  | Denver        | 16  | 16  | 38.7 | .457 | .468 | .906  | 3.8 | 6.8 | 1.2 | .2  | 20.6 |
| 2010  | Denver        | 6   | 6   | 34.5 | .446 | .355 | .881  | 2.3 | 6.3 | 1.0 | .5  | 20.6 |
| 2011  | New York      | 1   | 1   | 35.0 | .273 | .333 | 1.000 | 2.0 | 4.0 | .0  | .0  | 10.0 |
| 2013  | L.A. Clippers | 6   | 6   | 19.2 | .306 | .353 | .818  | 2.0 | 1.0 | .2  | .2  | 6.2  |
| Total | Total         | 146 | 143 | 36.4 | .411 | .366 | .880  | 3.4 | 5.7 | 1.0 | .2  | 17.3 |

## Logros y reconocimientos
Títulos
- Campeón de la NBA (2004)
- Campeonato FIBA Américas (Las Vegas 2007)
- Campeonato del Mundo (Turquía 2010)

Máximos NBA
- 39 puntos contra Los Angeles Lakers el 5 de febrero de 2010.
- 19 asistencias contra Sacramento Kings el 14 de diciembre de 2005.
- 9 triples convertidos de 13 intentos contra Los Angeles Lakers el 5 de febrero de 2010.

Reconocimientos
- Segundo equipo All-American (1997)
- Nombrado MVP de las Finales de la NBA en 2004, tras promediar de 21, 3,2 rebotes, 5,2 asistencias y 1,20 robos en 38,4 minutos contra los Lakers.
- Elegido Jugador del mes de la conferencia Este en enero de 2006.
- 2 veces segundo Mejor quinteto defensivo de la NBA (2005, 2006)
- Segundo quinteto de la NBA (2006)
- 3.er quinteto de la NBA (2007)
- 5 veces All-Star (2006-2010)
- Compañero del Año de la NBA (2013)
- Naismith Memorial Basketball Hall of Fame (2024)
- Dorsal #1 retirado por Detroit Pistons

## Estadísticas como entrenador
| Equipo   | Año     | P   | V   | D   | V–D% | Finalizado       | PP | VP | DP | PV–D% | Resultado   |
| -------- | ------- | --- | --- | --- | ---- | ---------------- | -- | -- | -- | ----- | ----------- |
| Portland | 2021-22 | 82  | 27  | 55  | .329 | 4.º en Northwest | —  | —  | —  | —     | No playoffs |
| Portland | 2022-23 | 82  | 33  | 49  | .402 | 4.º en Northwest | —  | —  | —  | —     | No playoffs |
| Portland | 2023-24 | 82  | 21  | 61  | .256 | 5.º en Northwest | —  | —  | —  | —     | No playoffs |
| Portland | 2024-25 | 82  | 36  | 46  | .439 | 4.º en Northwest | —  | —  | —  | —     | No playoffs |
| Total    | Total   | 328 | 117 | 211 | .357 |                  | —  | —  | —  | —     |             |

## Vida personal
Es hijo de Faye y Ray Billups, y tiene otros dos hermanos, Rodney y Maria.
Está casado con Piper Riley, con la que tiene tres hijas: Cydney Renee, Ciara Rai, y Cenaiya. Su amigo y jugador Kevin Garnett, es el padrino de Ciara.
Su hermano Rodney, fue también jugador profesional. Pasó por la Universidad de Denver (2002-2005) antes de jugar en Europa, y de posteriormente convertirse en entrenador del equipo de su universidad, los Denver Pioneers en 2016.
También es primo de LenDale White, running back de los Tennessee Titans de la NFL.
Durante gran parte de su carrera, tanto instituto como universitaria y profesional, llevó el dorsal #4 en homenaje a Joe Dumars.

### Denuncia de agresión sexual
En 1997, Billups que se encontraba en su temporada de novato, junto con su compañero en los Celtics Ron Mercer, fueron acusados de agredir sexualmente a una mujer en casa de su compañero de equipo Antoine Walker. Según la demanda civil, Billups, Mercer y el compañero de piso de Walker, Michael Irvin, agredieron a la mujer en el apartamento de Walker tras salir de un club de Boston, el 9 de noviembre de 1997. Un examen médico realizado al día siguiente reveló lesiones que coinciden con el testimonio de la víctima. No se presentaron cargos penales, pero Billups y Mercer resolvieron la demanda civil en 2000.